# آرزاگ
آرزاگ (به فرانسوی: Arsague) یک کمون در فرانسه است که در canton of Amou واقع شده‌است. آرزاگ ۷٫۱۸ کیلومتر مربع مساحت دارد ۷۰ متر بالاتر از سطح دریا واقع شده‌است.